# Bazoches-sur-le-Betz
Bazoches-sur-le-Betz é uma comuna francesa na região administrativa do Centro, no departamento Loiret. Estende-se por uma área de 15,24 km². Em 2010 a comuna tinha 972 habitantes (densidade: 63,8 hab./km²).